# Grozdana Olujić
Grozdana Olujić (serbe en écriture cyrillique : Гроздана Олујић), née le 30 août 1934 et morte le 16 mars 2019, est une écrivaine, traductrice, éditrice et critique serbe. Ses romans et recueils de contes de fées ont été traduits dans plus de 35 langues. Récompensée à plusieurs reprises, elle reçut entre autres le prix Andrić, le prix Zmaj Children Games et le prix Bora Stanković.

## Biographie
Grozdana Olujić est diplômée d'une maîtrise en anglais et en littérature anglaise à la Faculté de philologie de l'université de Belgrade. Son premier roman, Une excursion dans le ciel (Izlet u nebo) est sorti en 1958, alors que l'écrivaine avait 24 ans. Le livre devient un best-seller et est traduit dans plusieurs langues européennes et reçoit le prix de la maison d'édition Narodna prosvjeta pour le meilleur roman de Yougoslavie. Le roman est adapté pour la scène, et en 1962, le réalisateur Jovan Živanović tourne le mélodrame Une jeune fille étrange (Čudna devojka) d'après le livre.
Les romans Glasam za ljubav (Je vote pour l’amour), Ne budi zaspale pse (Ne réveille pas les chiens endormis) et Divlje seme (Graines sauvages) publiés dans les années 60 ont approuvé Grozdana Olujić comme l'un des principaux auteurs de la littérature yougoslave. Divlje seme remporte des critiques favorables et est très apprécié aux États-Unis et devient une littérature obligatoire dans plusieurs universités.
Le roman Igra (Le Jeu) du recueil La Violette Africaine (Afrička ljubičica), publié en 1985, reçoit le grand prix d'un concours international à Arnsberg. Presque toutes les histoires du recueil ont été traduites en langues étrangères et incluses dans des anthologies de prose courte du monde entier, notamment en Allemagne, aux États-Unis, en Ukraine, en Russie, en Israël, en Inde, en Grande-Bretagne, en France, etc. 
En 2009, le roman Des voix dans le vent (Glasovi u vetru) devient le lauréat du Prix NIN, le principal prix littéraire de la Serbie. Le personnage principal, Danilo Aracki, survit à New York, après avoir fui son pays. Il est poursuivi par ses âmes, harcelé par « la meute de ses défunts », comme son épouse (Marta) et toute sa famille (son frère, Petar, sa sœur, Veta...).
Grozdana Olujić est l'autrice de plusieurs livres populaires pour les enfants et les jeunes. Elle traduit également un certain nombre d'ouvrages en serbe. Elle traduit ainsi du polonais les Contes de fées du vent du sud de Danuta Cirlić-Straszyńska et des œuvres de Saul Bellow, Amrita Pritam, William Kennedy, Arnold Wesker, Yukio Mishima et d'autres. Elle meurt le 16 mars 2019 à Belgrade.
La critique et essayiste israélienne Dina Katan Ben-Cion a déclaré, en parlant du roman Des voix dans le vent, que « Seule la littérature serbe a ses Cent Ans de solitude »,.
Olujić est également connue pour ses essais, des ouvrages sur Kafka, Thomas Wolfe, Marcel Proust, Virginia Woolf et Poetics of fairy tales.

## Récompenses
Elle est décorée de l'Ordre du Dannebrog, devient citoyenne d'honneur d' Oslo et remporte de nombreux prix, dont le Prix NIN (2009), le Congrès mondial de l'art et de la culture pour le meilleur conte de fées moderne en 1994, le Prix Andrić, le prix Zmaj Children Games et le Prix Bora Stanković.

## Œuvres
- Une excursion dans le ciel, Julliard, 1960 ((sr) Izlet u nebo, 1957), trad. Paul Gregor
- (sr) Glasam za ljubav, 1962
- (sr) Ne budi zaspale pse, 1964
- (sr) Divlje seme, 1967
- (sr) Sedefna ruža i druge bajke, 1979
- (sr) Nebeska reka i druge bajke, 1984
- La violette africaine, Miroirs éditions, 1992 ((sr) Afrička ljubičice, 1984), trad. Alain Cappon, 182 p.  (ISBN 2-84003-015-2)
- (sr) Zvezdane lutalice, 1987
- (sr) Dečak i princeza, 1990
- (sr) Princ oblaka, 1990
- (sr) Zlatni tanjir i druge bajke, 1998
- (sr) Mesečev cvet, 1998
- (sr) Svetlosna vrata, 2002
- (sr) Kamen koji je leteo i druge bajke, 2002
- (sr) Snežni cvet i druge bajke, 2004
- (sr) Jastuk koji je pamtio snove i druge, 2007
- Des voix dans le vent, Gaïa éditions, 2013 ((sr) Glasovi u vetru, 2009), trad. Alain Cappon, 311 p.  (ISBN 978-2-84720-331-8)
- (sr) Preživeti do sutra, 2017
- (sr) Bili su deca kao i ti, 2017